# Bruno Meneghello
Bruno Meneghello (Malo, 1925 – Vicenza, 24 dicembre 2010) è stato un giurista, matematico e partigiano italiano, membro dell'Accademia Olimpica di Vicenza.

## Biografia
Fratello minore dello scrittore Luigi Meneghello e cugino della velocista azzurra Ester Meneghello, Bruno Meneghello come il fratello prese parte alla Resistenza italiana in una formazione partigiana di “Giustizia e Libertà”, combattendo contro i nazifascisti nelle province di Vicenza e di Belluno.
Dopo la Liberazione, ripresi gli studi interrotti, si laureò in giurisprudenza e, nel 1952, entrò nella magistratura, prestando servizio a Treviso e a Castelfranco Veneto. Fu per oltre vent'anni magistrato a Vicenza e, dal 1977 al 1979, ha lavorato alla Corte d’Appello di Venezia.
Bruno Meneghello nel 2003 fu nominato membro dell'Accademia Olimpica.
Morì a Vicenza il 24 dicembre 2010.
Oltre che insigne giurista (ha lasciato importanti opere come A nessuno il suo: processo alla Giustizia, pubblicato nel 2002), Bruno Meneghello è stato anche autore di notevoli testi di logica matematica.